# Pentan-2-on
Pentan-2-on, též 2-pentanon nebo methylpropylketon je chemická sloučenina ze skupiny ketonů, je jedním z izomerů pentanonu, ke kterým patří ještě methylizopropylketon a pentan-3-on (diethylketon). Jeho zápach je podobný zápachu acetonu.

## Použití
Methylpropylketon se používá v malých množstvích jako aromatická přísada do potravin.